# Сан Сости
Сан Со̀сти (на италиански: San Sosti, на местен диалект Santisuòsti, Сантисуости) е село и община в Южна Италия, провинция Козенца, регион Калабрия. Разположено е на 363 m надморска височина. Населението на общината е 2105 души (към 2012 г.).